# Памятник Мытищинскому водопроводу

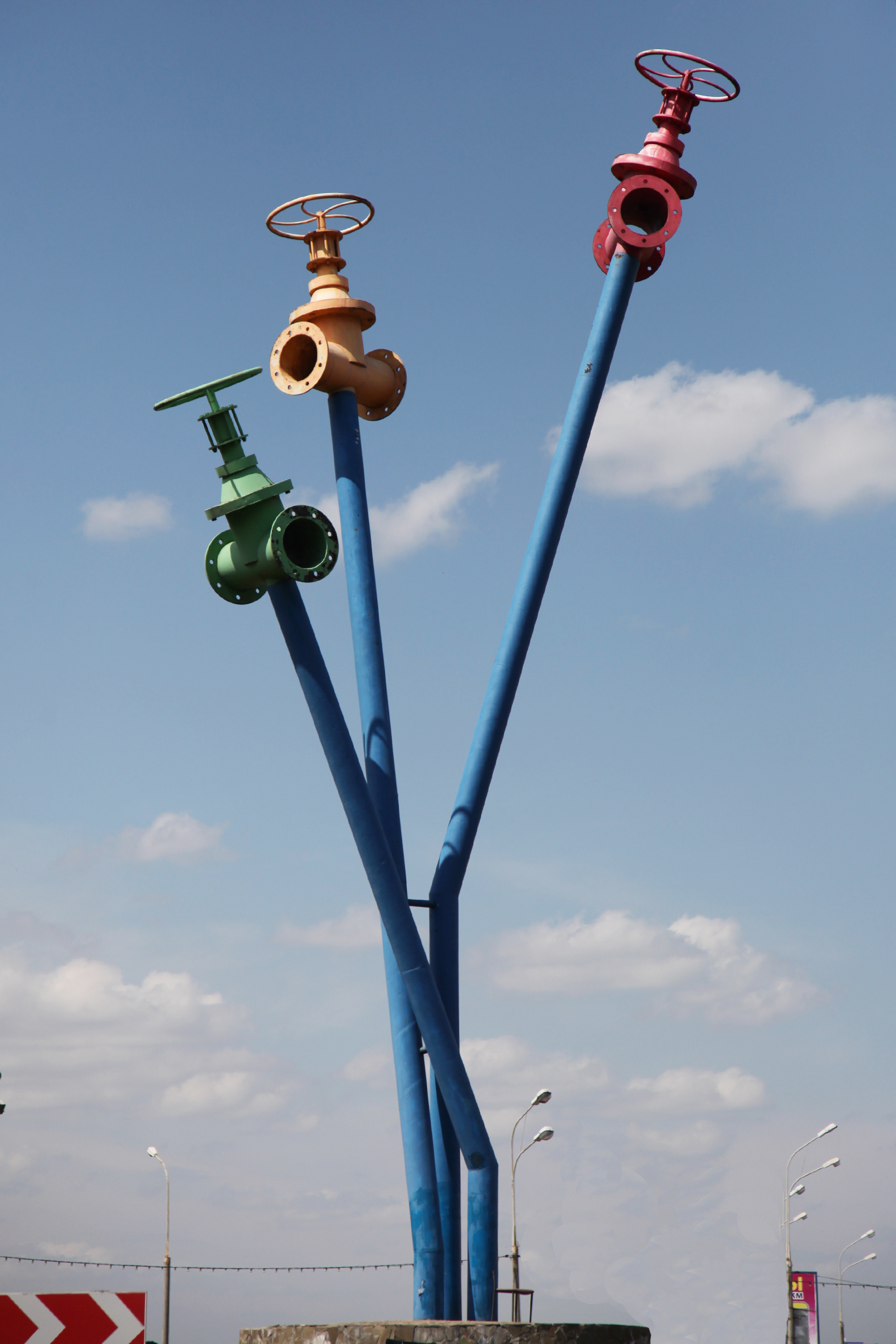
Вид на памятник

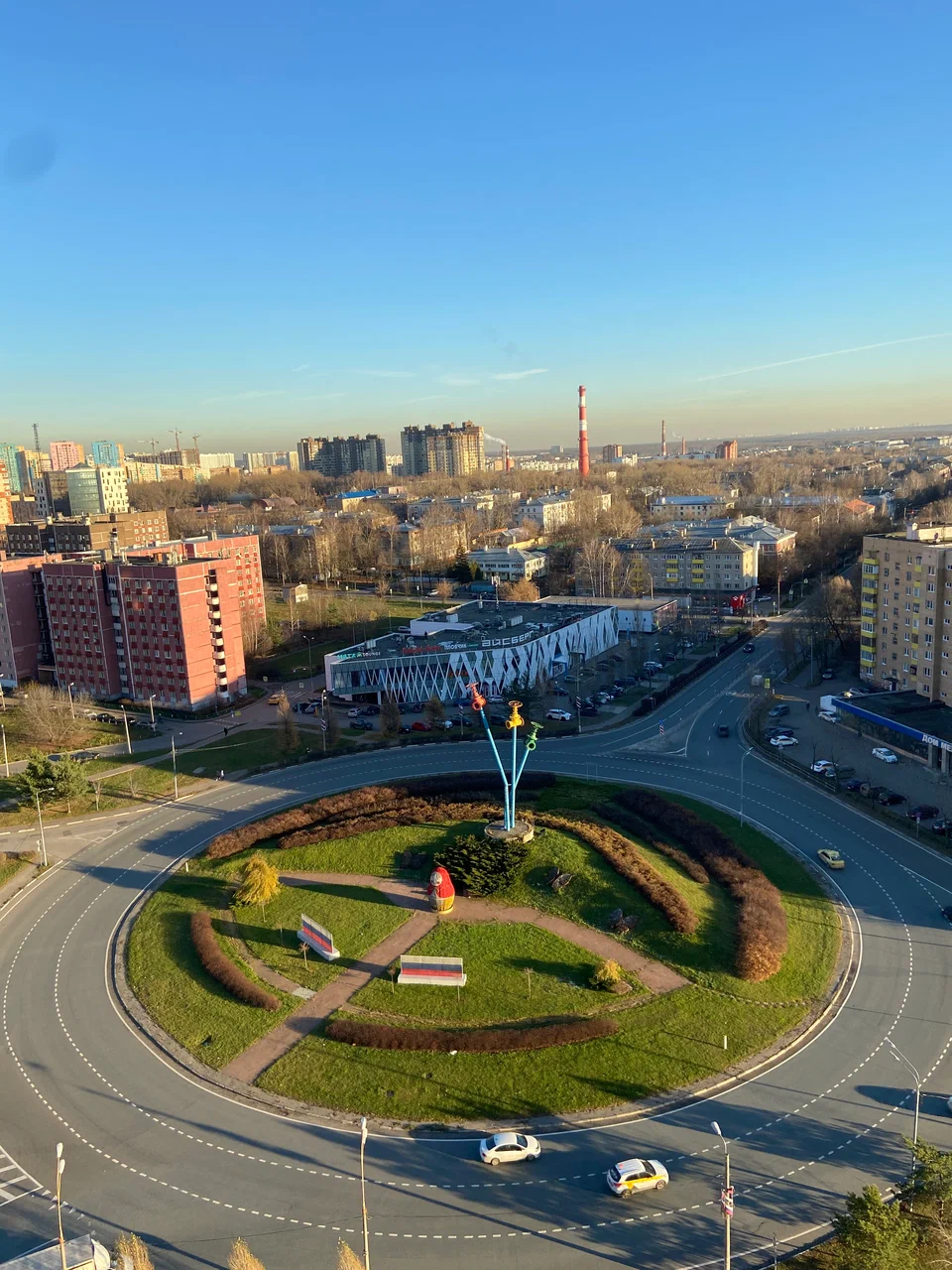
Вид сверху на памятник до его сноса

Памятник 200 лет первому Российскому водопроводу в Мытищах был открыт 3 сентября 2004 года в честь 200-летия первого Мытищинского — московского централизованного водопровода на пересечении улиц Юбилейной и Мира и привлекает внимание путешественников своей необычностью. Автором проекта выступил архитектор П. В. Глушенков.
Решение о строительстве памятника приняла конкурсная комиссия Мытищинского района. Совместными усилиями различных служб и управлений он был возведен в год 200-летия первого водопровода и открыт в рамках празднования Дня Мытищинского района. Памятник установлен на въезде в город Мытищи со стороны Волковского шоссе. Он был задуман на пересечении улиц как объект уличного дизайна, поскольку формирует прекрасные видовые точки при подъезде к нему со всех сторон. При создании памятника учитывалась особенность улиц Мытищ: при приближении создается впечатление, что он вырастает из земли, и чем ближе — тем больше он становится.

## Конструкция
Основу композиции высотой 18 метров составляют три металлические трубы с задвижками. На кругу, диаметром 60 метров насыпан холм, реализован план благоустройства. Со стороны улицы Мира посажен низкорослый кустарник. В целом использованы разнообразные растения, чтобы создать впечатление постоянно цветущего холма. Со стороны продолжения улицы Мира, при въезде в город установлены необработанные гранитные камни (слэбы), в сочетании с декоративным мощением таким же необработанным природным материалом они являются символом разверзшейся земли. Таким образом, основа комплекса ярко доносит историю Громового ключа. В вертикали повествует о покорении людьми водной стихии и преобразовании родника в водопровод, который из года в год приносит в каждый дом живительную воду, дарит жителям комфорт и удобство, гармонию мира и добра. Символом этого являются яркие цветы у подножия.

## Снос

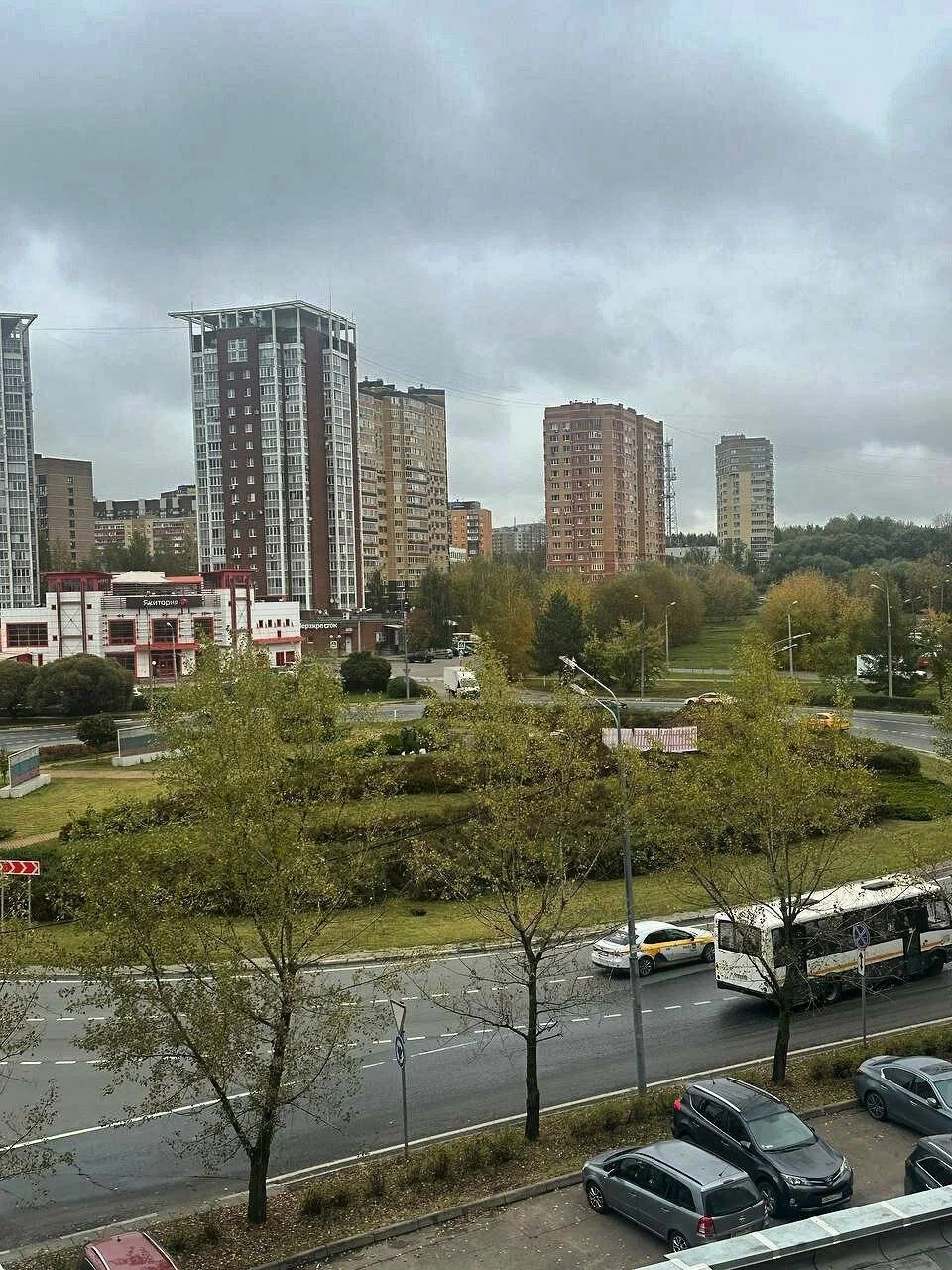
Разворотный круг на улице Мира после сноса памятника

В ночь на 10 октября 2024 года памятник водопроводу был снесён. Демонтаж арт-объекта был необходим из-за аварийного состояния фундамента и регулярного затопления дороги. Также требовалось срочное обновление подземных коммуникаций. В городской администрации заявляют, что памятник обязательно восстановят.
1. ↑  Легендарным водопроводом из Мытищ пожертвовали ради коммунальных благ. www.mk.ru (10 октября 2024). Дата обращения: 3 февраля 2025.